# エクストリームバイオレット
エクストリームバイオレット（Extreme violet）とは、ネオンバイオレットやエレクトリックパープルに近い色で純色の一種。

## 近似色
- ネオンバイオレット
- エレクトリックパープル